# Нащадки (фільм)
«Нащадки» (англ. The Descendants) — американська комедійна драма 2011 року, знята режисером Александером Пейном. Адаптація однойменного роману 2007 року. У головній ролі грає Джордж Клуні. Також у фільмі знімаються Шейлін Вудлі, Бо Бріджес, Джуді Грір, Меттью Ліллард і Роберт Форстер. Після прем’єри 10 вересня 2011 на Міжнародному кінофестивалі в Торонто, фільм був випущений 18 листопада того ж року в США та 2 лютого 2012 в Україні. 

## Сюжет
В центрі сюжету адвокат та представник групи землевласників на Гаваях Мет Кінг, справи якого ведуть до продажу великої земельної ділянки з незайманою природою. Здавалось би, можна лише позаздрити його потенційному прибутку. Однак доля готує йому серію випробувань. Його дружина, катаючись на катері, падає з нього й опиняється в комі. Її прогноз невтішний, і хоча ніхто з родини та друзів не може повірити в це нещастя, реальність невблаганна.
Мет старається втримати в контролі непрості стосунки зі своїми двома доньками й бути їм добрим батьком у цій ситуації. Однак драматизм обставин нагромаджується. Старша дочка Александра (Алекс), яка перебуває в школі-інтернаті через свою конфліктність, відкриває батькові, що її мама, його дружина, зраджувала йому з якимось чоловіком. Виходить, що випадково довідавшись про це, Алекс опинилась у моральній дилемі, яка вплинула на її поведінку. Тепер у неї змішані почуття — жалю і туги за мамою та злості на її невірність батькові.
Мет також переживає гаму почуттів — він у розпачі за дружиною, його лютить її зрада, і на нього падає відповідальність за сім'ю — двох доньок з непростими характерами. Водночас рутинні речі вимагають зібраності й терпіння. Хоча головне рішення — про відмову від тривалого підтримання життя — дружина взяла на себе, вказавши це в заповіті, він має повідомити прикру новину родичам і друзям та дати їм час попрощатися з близькою людиною.
Паралельно він разом з доньками намагається розшукати коханця дружини. Що сказати йому? Як не втратити власне людське обличчя? Який життєвий урок винесуть із цієї трагічної ситуації діти? Продавати землю, яка зв'язує родину з предками, чи постаратись передати її якимось чином дітям? Максимально реалістичний, дещо іронічний, уважний до подробиць погляд автора і режисера розвиває перед глядачами життєву ситуацію, яка, не розбираючи, може спіткати бідну чи багату людину і заставити її проявити кращі чи гірші риси характеру.

## У ролях
- Джордж Клуні — Мет Кінг
- Шейлін Вудлі — Александра «Алекс» Кінг
- Амара Міллер — Скотті Кінг
- Нік Краузе — Сід, приятель Алекс
- Бо Бріджес — кузен Г'ю
- Джуді Грір — Джулі Спір
- Меттью Ліллард — Браян Спір
- Роберт Форстер — Скотт, тесть Мета
- Мері Бердсонг — Кай Мітчел
- Роб Гюбел — Марк Мітчелл